# Arno von Poser und Groß-Naedlitz
Arno Ernst Wilhelm von Poser und Groß-Naedlitz (* 19. März 1869 in Bremen; † 28. Juni 1940 auf Schloss Grubhof) war ein deutscher Generalmajor, Aufsichtsratsmitglied der Kaliwerke Aschersleben AG und Parteimitglied der NSDAP.

## Leben

### Herkunft
Arno war Mitglied des alten schlesischen Adelsgeschlechtes Poser und das vierte Kind des preußischen Generalmajors z.D. Hermann von Poser und Groß-Naedlitz (1838–1922) und dessen Ehefrau Selma, geborene Seidler (* 1842).

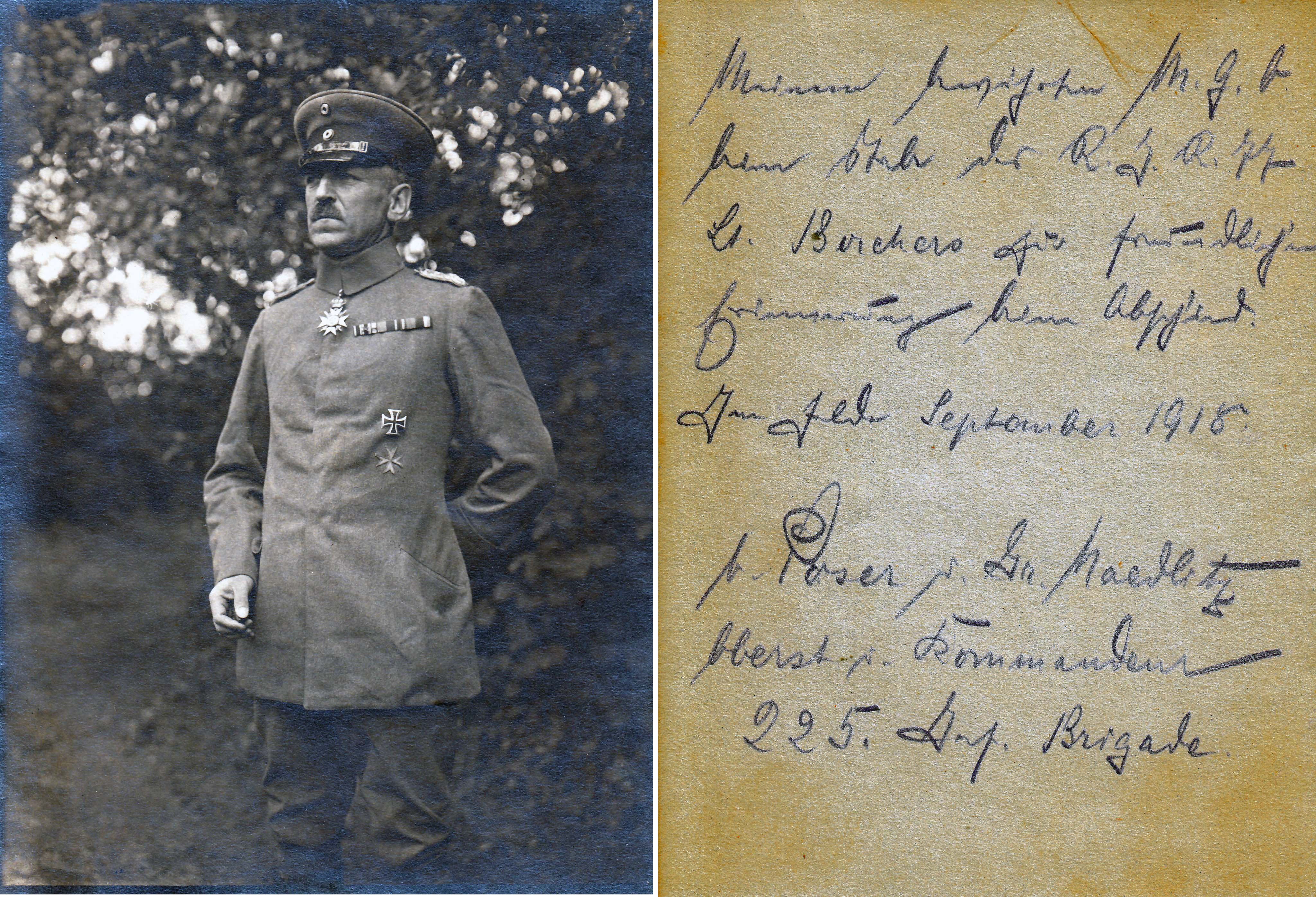
Arno von Poser und Groß-Naedlitz, Oberst u. Kommandeur 225. Infanterie-Brigade, September 1918 dem 22-jährigen M.G. Offizier Leutnant Fr. Borchers beim Stabe des R.I.R. 77 zum Abschied

### Militärlaufbahn
Im April 1880 trat Poser in das Kadettenkorps ein und lernte ab 1883 an der Hauptkadettenanstalt in Lichterfelde. 1888 absolvierte er die Kriegsschule Engers. Als Leutnant kam er ins Infanterie-Regiment „Graf Bose“ (1. Thüringisches) Nr. 31, Altona. Nach zweijähriger Tätigkeit im Großen Generalstab wurde er im März 1902 als Hauptmann ins Grenadier-Regiment „König Friedrich Wilhelm II.“ (1. Schlesisches) Nr. 10, Schweidnitz versetzt. Als er am 5. August 1905 zum Ehrenritter des Johanniterordens wurde, war er dort Hauptmann und Kompagnie-Chef.
Im Herbst 1909 wurde er Adjutant der 8. Division in Halle unter dem General Hindenburg. Seine Zeit dort verbrachte er unter anderem mit der Gründung und Aufbau des Wehrkraftvereins Jungdeutschland in Halle.
Mit Ausbruch des Ersten Weltkrieges war er Bataillonskommandeur im 4. Schlesisches Infanterie-Regiment Nr. 157 in Brieg, das im Rahmen der 12. Infanterie-Division an der Westfront eingesetzt wurde. Im Oktober 1914 wurde er zum Kommandeur des 3. Oberschlesischen Infanterie-Regiments Nr. 62 ernannt, mit dem er in Frankreich kämpfte. 1917 wirkte er als Kommandeur des Reserve-Infanterie-Regimentes Nr. 10 an der Ostfront in den russischen Ostseegouvernements.
1918 war Poser wieder in Frankreich an der Westfront. Bis September 1918 war er dort beim Reserve-Infanterie-Regiment Nr. 77 Nachfolger des Regimentsführers Oberst Geisler und wurde dann Kommandeur der 225. Infanterie-Brigade. Zu ihr gehörten die Regimenter 27, 36 und 66.
Im Oktober 1918 wurde Poser stellvertretender Kommandeur des 5. Badischen Infanterie-Regiments Nr. 113, mit der er die Heimat erreichte. Dort wurde er zum Kommandeur Abschnitt 2 der neutralen Zone mit Sitz in Wipperfürth ernannt. Im Oktober 1920 wurde er als Generalmajor Disposition gestellt. Danach war er außer Diensthabender Generalmajor der Reichswehr.

### Zivilleben
Poser war verheiratet mit Florence, einer Tochter des Kalibergbau- und Düngemittel-Unternehmers Hermann Schmidtmann (1841–1919), mit der er einen Sohn hatte. Er war Mitglied des Aufsichtsrats der Kaliwerke Aschersleben AG, die sein Schwiegervater 1889 gegründet hatte. Das Ehepaar besaß mehrere Landbesitze, die von Florence geerbt und in die Ehe gebracht wurden. Es lebte auf dem 1890 von Hermann Schmidtmann ausgebauten Gut Grubhof bei Lofer, wo er am 28. Juni 1940 verstarb. Die Erhaltung des dortigen Schlosses Grubhof stellte beide vor finanzielle Herausforderungen. Ein weiteres Gut, Gut Oberrain, wurde von Florence und Arno an einen befreundeten Rittmeister weitervererbt, welcher es als ein Hotel nutzen ließ. In seiner Freizeit widmete er sich der Familienforschung. Er arrangierte auch den ersten Familientag derer von Poser in Berlin. Auch mit Hilfe seiner Forschungsergebnisse war es 1957 möglich, ein Buch über das Schlesische Geschlecht derer von Poser und Groß-Naedlitz herauszubringen.